# Sacken (Poppelau)
Sacken (polnisch Lubienia) ist eine Ortschaft in Oberschlesien. Sie liegt in der Landgemeinde Poppelau im Powiat Opolski (Landkreis Oppeln) in der Woiwodschaft Opole.

## Geographie

### Geographische Lage
Sacken liegt im Nordwesten der historischen Region Oberschlesien an der Grenze zu Niederschlesien. Der Ort liegt drei Kilometer nordöstlich vom Gemeindesitz Popielów und ca. 23 Kilometer nordwestlich von der Kreisstadt und Woiwodschaftshauptstadt Oppeln.
Nördlich vom Ort fließt der Budkowitzer Bach, durch den Ort verläuft der Fuchsgraben, der westlich des Ortes in den Budkowitzer Bach mündet. Umgeben ist Sacken von weitläufigen Waldgebieten, die zum Landschaftsschutzpark Stobrawski gehören.

### Nachbarorte
Nachbarorte von Sacken sind im Osten Hirschfelde (poln. Kaniów), im Südosten Neu Schalkowitz (poln. Nowe Siołkowice) und im Südwesten Poppelau (poln. Popielów).

## Geschichte
Der Ort wurde um 1780 im Zuge der Friderizianischen Kolonisation als Kolonie gegründet. Es wurden hauptsächlich Hussiten angesiedelt. 1782 erhielt die Kolonie (eventuell zu Ehren des preußischen Ministers Fürst Carl von der Osten-Sacken) den Namen Sacken. Die Kolonisten lebten vor allem von der Waldwirtschaft. Der Ort wurde 1784 im Buch Beyträge zur Beschreibung von Schlesien als Saken erwähnt, gehörte dem Amt Kupp, lag im Kreis Oppeln und hatte 40 Kolonistenstellen.
Nach der Neuorganisation der Provinz Schlesien gehörte die Landgemeinde Sacken ab 1816 zum Landkreis Oppeln im Regierungsbezirk Oppeln. 1845 bestanden im Dorf eine evangelische Schule, eine Waldwärterei und 62 weitere Häuser. Im gleichen Jahre lebten in Sacken 610 Menschen, davon 68 katholisch. 1865 hatte Sacken 40 Kolonisten und 24 Angerhäusler, die tschechisch, deutsch und polnisch sprachen. 1874 wurde der Amtsbezirk Alt Poppelau gegründet, welcher aus den Landgemeinden Alt Poppelau, Poppelau Kolonie und Sacken und dem Gutsbezirk Poppelau bestand.
Bei der Volksabstimmung in Oberschlesien am 20. März 1921 stimmten im Ort 687 Wahlberechtigte für einen Verbleib Oberschlesiens bei Deutschland und drei für eine Zugehörigkeit zu Polen. Sacken verblieb nach der Teilung Oberschlesiens beim Deutschen Reich. Bis 1945 befand sich der Ort im Landkreis Oppeln.
1945 kam der bis dahin deutsche Ort unter polnische Verwaltung, wurde anschließend der Woiwodschaft Schlesien angeschlossen und erhielt den polnischen Ortsnamen Lubienia. Der Landkreis Oppeln wurde in Powiat Opolski umbenannt. 1950 kam der Ort zur Woiwodschaft Opole. 1975 wurde der Powiat Opolski aufgelöst. Mit Abschluss des Zwei-plus-Vier-Vertrages im Jahr 1991 endete die völkerrechtliche Verwaltung des Ortes und er wurde Teil Polens. 1999 kam der Ort zum wiedergegründeten Powiat Opolski. Am 30. September 2014 erhielt der Ort zusätzlich den amtlichen deutschen Ortsnamen Sacken.

## Sehenswürdigkeiten

### Evangelische Kirche

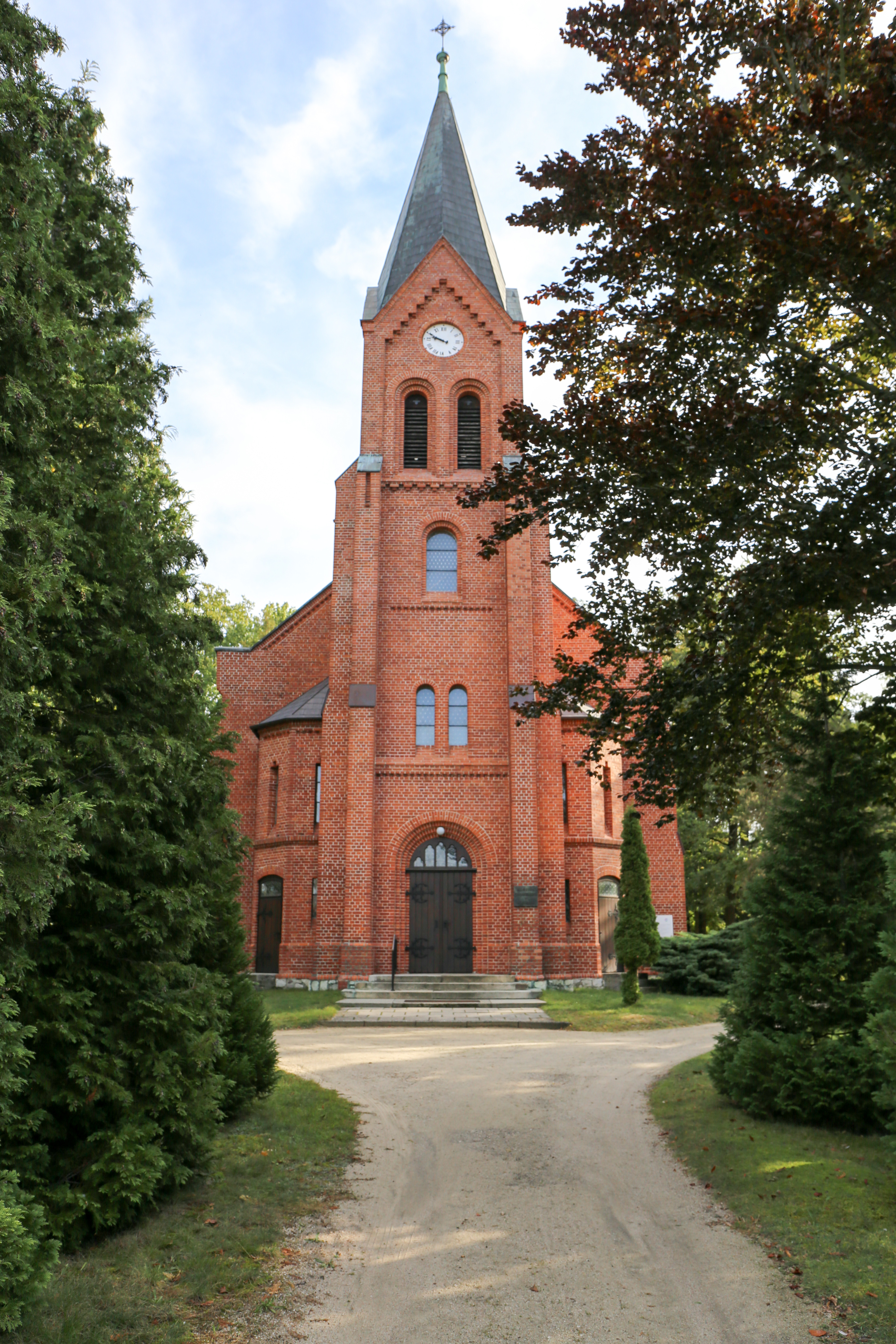
Die evangelische Kirche (2020)

Die evangelische Kirche von Sacken wurde zwischen 1896 und 1898 an der heutigen ul. Wiejska erbaut. Die Kirche besitzt an der Westseite einen auf quadratischen Grundriss erbauten vierstöckigen Glockenturm. Die Kirche wird noch heute von der evangelischen Kirche für Gottesdienste genutzt. Umgeben ist das Gotteshaus vom protestantischen Friedhof des Ortes.

### Denkmal für die Gefallenen des Ersten Weltkriegs
Das Denkmal für die Gefallenen des Ersten Weltkriegs wurde 1925 vor der lutherischen Kirche an der heutigen ul. Wiejska aufgestellt. Das Denkmal besteht aus schwarzen Granit und steht auf einem dreistufigen Podest. Nach 1945 wurden die deutschen Inschriften ersetzt und erst nach der Wende rekonstruiert.

### Weitere Sehenswürdigkeiten

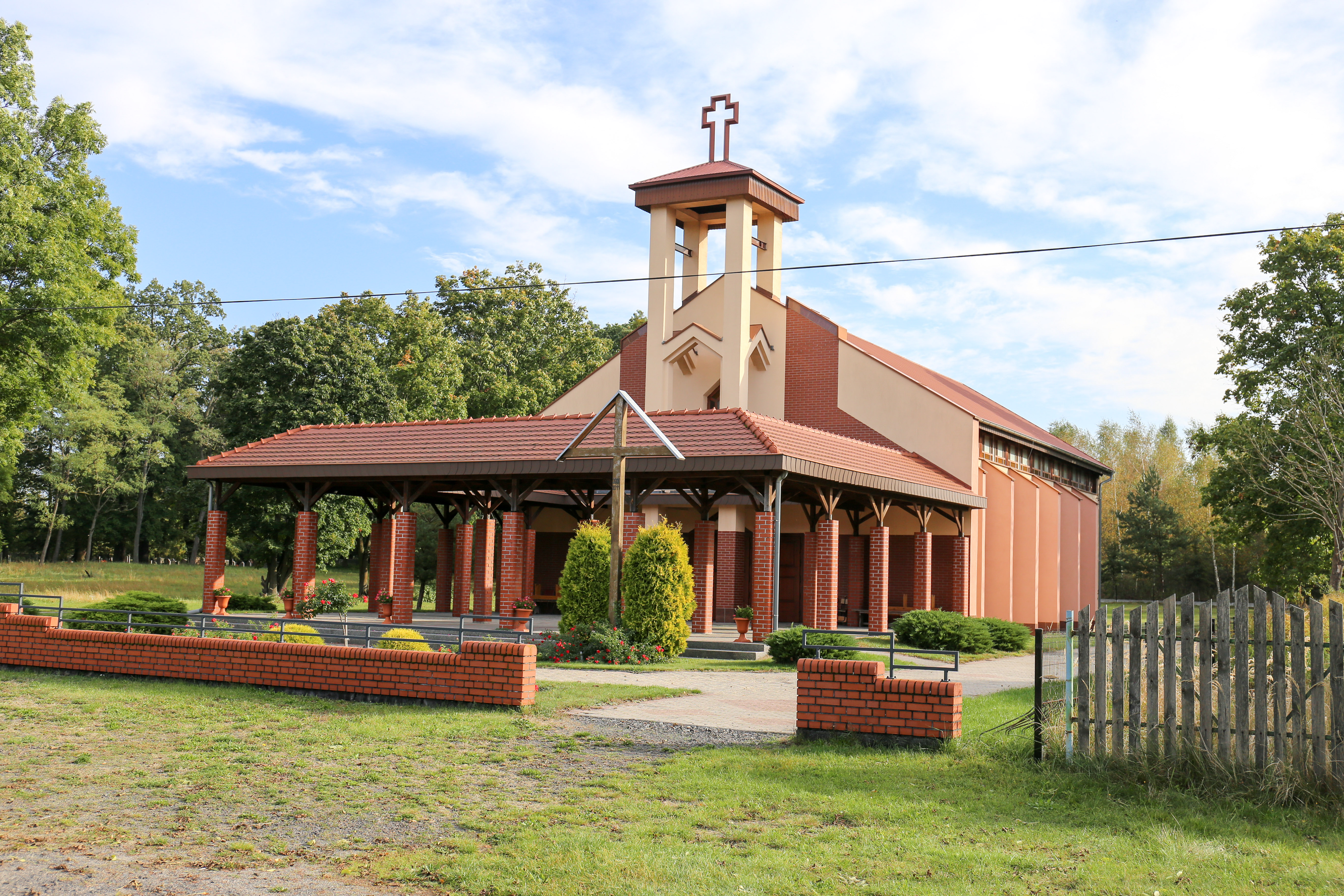
Die Maximilian-Kolbe-Kirche

- Maximilian-Kolbe-Kirche